# Bolivia i olympiska vinterspelen 1956
Bolivia deltog med en deltagare vid de olympiska vinterspelen 1956 i Cortina d'Ampezzo. Landets deltagare erövrade ingen medalj.